# Final da Liga dos Campeões da UEFA de 2014–15

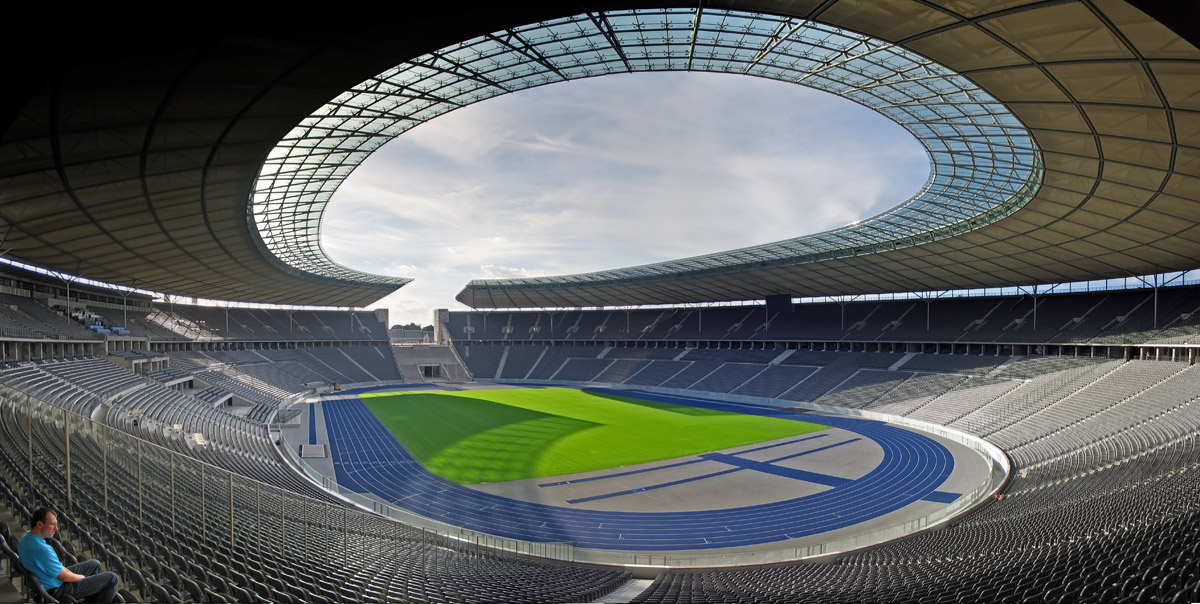
Estádio Olímpico, que sediou a final.

A Final da Liga dos Campeões da UEFA de 2014–15 foi a partida final da Liga dos Campeões da UEFA de 2014–15, a 60ª edição do principal torneio de clubes organizado anualmente pela UEFA. Foi disputada no Estádio Olímpico de Berlim, na Alemanha, em jogo único, no dia 6 de junho de 2015, entre as equipes da Juventus, da Itália, e Barcelona, da Espanha.
Esta foi a segunda oportunidade em que ambos os times a alcançarem a decisão do campeonato possuíam a chance de conquistar uma tríplice coroa, visto que os dois clubes se sagraram campeões do campeonato e da copa nacional naquela temporada. O Barcelona marcou o primeiro gol da partida no primeiro tempo aos quatro minutos, com o meio-campista Ivan Rakitić. Dez minutos após o intervalo, a Juventus igualou o marcador com um gol do atacante Álvaro Morata. Aos vinte e três minutos, Luis Suárez colocou novamente o Barcelona à frente no placar, e o placar final de 3–1 foi confirmado quando Neymar marcou o último tento da partida. Este foi a quinta conquista do Barcelona na competição, alcançando assim pela segunda vez a tríplice coroa, a qual também esteve presente em 2009.
Como vencedores, o Barcelona garantiu o direito de disputar a Supercopa da UEFA de 2015 contra o também espanhol Sevilla, vencedor da Liga Europa da UEFA de 2014–15, a qual foi campeão pelo placar de 5–4. A equipe também foi qualificada para a disputa da Copa do Mundo de Clubes da FIFA de 2015 como representante da UEFA, derrotando o clube argentino River Plate na final por 3–0.

## Sede
O Estádio Olímpico de Berlim foi escolhido como sede da final em reunião do comitê executivo da UEFA em 23 de maio de 2013. Esta foi a primeira final desta competição sediada em Berlim.
O atual Olympiastadion foi construído para os Jogos Olímpicos de Verão de 1936 e formou a parte sul do Reichssportfeld (hoje Olympiapark Berlim). Durante a Segunda Guerra Mundial, a área do estádio sofreu poucos danos. Depois da guerra, a ocupação militar Allied usou a parte norte da Reichssportfeld como sua sede até 1949.
Desde 1985, o estádio já recebeu as finais da Copa da Alemanha, acolheu o Internationales Stadionfes e a Liga de Ouro de Atletismo até 2010. O estádio também sediou o Campeonato Mundial de Atletismo de 2009, em que Usain Bolt quebrou os recordes mundiais de 100m e 200m.
Além de seu uso como um estádio olímpico, o Olympiastadion tem uma forte tradição futebolística. Historicamente, tem sido a casa do Hertha Berlim desde 1963. Também sediou três partidas na Copa do Mundo FIFA de 1974. Foi reformado antes da Copa do Mundo FIFA de 2006, na qual ele recebeu seis jogos, incluindo a final.

## Caminhos até a final
| Equipe             | Pts | J | SG  |
| ------------------ | --- | - | --- |
| Atlético de Madrid | 13  | 6 | +11 |
| Juventus           | 10  | 6 | +3  |
| Olympiacos         | 9   | 6 | –3  |
| Malmo              | 3   | 6 | –11 |

| Equipe              | Pts | J | SG  |
| ------------------- | --- | - | --- |
| Barcelona           | 15  | 6 | +11 |
| Paris Saint-Germain | 13  | 6 | +2  |
| Ajax                | 5   | 6 | –2  |
| APOEL               | 1   | 6 | –11 |

## Preparativos

### Embaixador

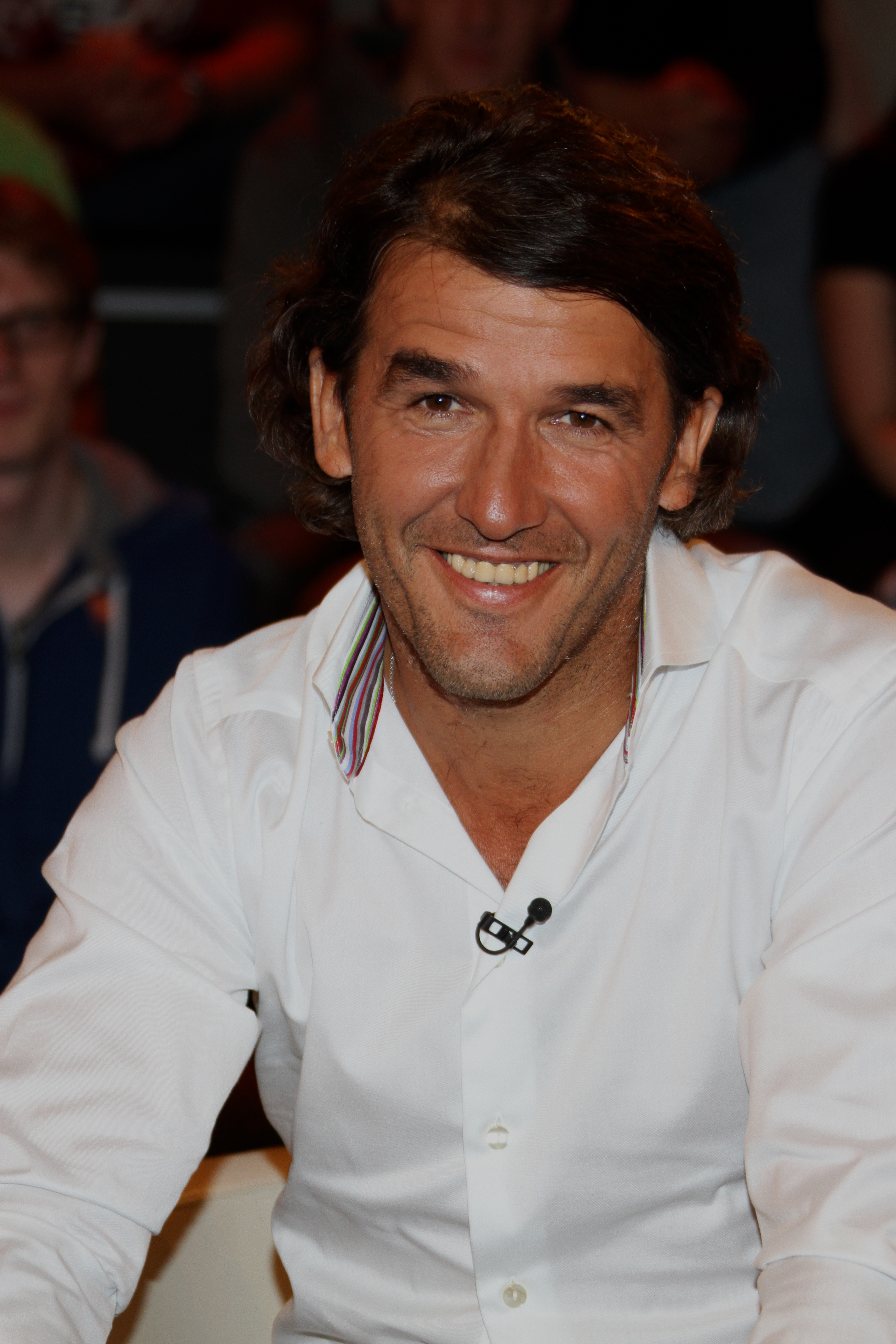
Karl-Heinz Riedle, embaixador da final.

O ex-jogador alemão Karl-Heinz Riedle, que venceu a Liga dos Campeões com o Borussia Dortmund em 1997, foi nomeado o embaixador da final.

### Logomarca
A UEFA revelou a identidade visual da final em 29 de agosto de 2014.

### Ingressos
Com uma capacidade total do estádio de 70 500, 46 000 ingressos estavam disponíveis para o público em geral, as duas equipes finalistas receberam 20 000 ingressos. Os ingressos estavam a venda em quatro faixas de preço: 390 euros, 280 euros, 160 euros e 70 euros. Os 6 000 ingressos restantes foram destinados aos patrocinadores e funcionários.

## Partida
| 6 de junho de 2015 | Juventus   | 1 – 3     | Barcelona                                   | Estádio Olímpico, Berlim                  |
| 20:45 (UTC+2)      | Morata 55' | Relatório | Rakitić 4' · Luis Suárez 68' · Neymar 90+7' | Público: 70 442 Árbitro: TUR Cüneyt Çakır |

| Juventus | Barcelona |

| G                    | 1  | Gianluigi Buffon ()  |     |     |
| LD                   | 26 | Stephan Lichtsteiner |     |     |
| Z                    | 15 | Andrea Barzagli      |     |     |
| Z                    | 19 | Leonardo Bonucci     |     |     |
| LE                   | 33 | Patrice Evra         |     | 89' |
| V                    | 21 | Andrea Pirlo         |     |     |
| M                    | 8  | Claudio Marchisio    |     |     |
| M                    | 6  | Paul Pogba           | 41' |     |
| M                    | 23 | Arturo Vidal         | 11' | 79' |
| A                    | 10 | Carlos Tévez         |     |     |
| A                    | 9  | Álvaro Morata        |     | 85' |
| Substitutos:         |    |                      |     |     |
| G                    | 30 | Marco Storari        |     |     |
| D                    | 5  | Angelo Ogbonna       |     |     |
| D                    | 11 | Kingsley Coman       |     | 89' |
| D                    | 20 | Simone Padoin        |     |     |
| M                    | 37 | Roberto Pereyra      |     | 79' |
| M                    | 27 | Stefano Sturaro      |     |     |
| A                    | 14 | Fernando Llorente    |     | 85' |
| Treinador:           |    |                      |     |     |
| Massimiliano Allegri |    |                      |     |     |

| G            | 1  | Marc-André ter Stegen |     |       |
| LD           | 22 | Daniel Alves          |     |       |
| Z            | 3  | Gerard Piqué          |     |       |
| Z            | 14 | Javier Mascherano     |     |       |
| LE           | 18 | Jordi Alba            |     |       |
| M            | 4  | Ivan Rakitić          |     | 90+1' |
| V            | 5  | Sergio Busquets       |     |       |
| M            | 8  | Andrés Iniesta ()     |     | 78'   |
| A            | 10 | Lionel Messi          |     |       |
| A            | 9  | Luis Suárez           | 70' | 90+6' |
| A            | 11 | Neymar                |     |       |
| Substitutos: |    |                       |     |       |
| G            | 13 | Claudio Bravo         |     |       |
| D            | 24 | Jérémy Mathieu        |     | 90+1' |
| M            | 15 | Marc Bartra           |     |       |
| LE           | 21 | Adriano               |     |       |
| M            | 12 | Rafinha               |     |       |
| M            | 6  | Xavi                  |     | 78'   |
| A            | 7  | Pedro                 |     | 90+6' |
| Treinador:   |    |                       |     |       |
| Luís Enrique |    |                       |     |       |

| Homem do jogo:             |
| Andrés Iniesta (Barcelona) |
| Assistentes:               |
| TUR Bahattin Duran         |
| TUR Tarık Öngün            |
| Quarto árbitro:            |
| SWE Jonas Eriksson         |
| Assistentes reservas:      |
| TUR Hüseyin Gocek          |
| TUR Barış Şimşek           |
| Árbitro reserva:           |
| TUR Mustafa Emre Eyisoy    |

Estatísticas
| Geral             | Juventus | Barcelona |
| ----------------- | -------- | --------- |
| Gols              | 1        | 3         |
| Posse de bola (%) | 39       | 61        |
| Finalizações      | 14       | 18        |
| Chutes ao gol     | 6        | 8         |
| Chutes para fora  | 6        | 10        |
| Chutes defendidos | 2        | 0         |
| Escanteios        | 8        | 6         |
| Impedimentos      | 1        | 0         |
| Cartões amarelos  | 2        | 1         |
| Cartões vermelhos | 0        | 0         |
| Faltas cometidas  | 24       | 12        |
| Faltas sofridas   | 10       | 23        |
| Passes            | 343      | 570       |
| Passes certos     | 286      | 505       |
| Passes errados    | 57       | 65        |